# Lysec (geomorfologický podcelek)
Lysec je geomorfologický podcelek Velké Fatry.

## Vymezení
Nachází se v západní části pohoří a obsahuje celou turčianskou větev hlavního velkofatranského hřebene, stejně jako boční hřebeny a doliny, svažující se do Turca. Na severu prochází Ľubochnianským sedlem hranice se Šípskou Fatrou, Ľubochnianska dolina odděluje Lysec od podcelků Šiprúň a Hôľná Fatra. Sedlem mezi Javorinou (1328 m n. m.) a Šoproňom (1370 m n. m.) vede hranice s Hôľnou Fatrou do Belianskej doliny a sedlem mezi Prierastlým (1240 m n. m.) a Osičným (1107 m n. m.) do Necpalské doliny. Jižní hranice pokračuje údolím s podcelkem Bralná Fatra a západní okraj Lysce strmě padá do Turčianské kotliny. V jižní časti sousedí Mošovská pahorkatina, severněji Sklabinské podhorie a v nejsevernějším výběžku je to východní okraj Turčianských niv.

## Významné vrcholy
- Kľak 1394 m n. m. – nejvyšší vrchol
- Lysec 1381 m n. m.
- Javorina 1328 m n. m.
- Štefanová 1305 m n. m.
- Malý Lysec 1297 m n. m.
- Chládkové 1240 m n. m.
- Vyšná Lipová 1220 m n. m.
- Nižná Lipová 1162 m n. m.
- Magura 1059 m n. m.
- Lučenec 1041 m n. m.[2]

## Významné sedla
- Ľubochnianske sedlo 701 m n. m.
- Príslop 935 m n. m.
- Sedlo za Kečkou

## Ochrana přírody
Téměř celé území podcelku patří do Národního parku Velká Fatra, resp. jeho ochranného pásma. Z maloplošných chráněných území tu leží např. národní přírodní rezervace Borišov, Madačov, Kornietová a přírodní rezervace Katova skala.

## Turistika
Turčianska část Velké Fatry nabízí široké možnosti pro turistiku a sportovní aktivity. Mezi turisticky atraktivní lokality patří Sučanský hrad, lyžařské středisko v Jasenské doline, či vodopád Došnej. Dlouhé doliny nabízí vhodné možnosti cykloturistiky a vedou jimi turistické trasy na hřeben.